# Josep-Lluís Serrano Pentinat
Mons. Josep-Lluís Serrano Pentinat (* 19. března 1977, Tivissa) je španělský římskokatolický duchovní a biskup urgelský. Z úřední moci je od května 2025 také spoluknížetem Andorry.

## Život
Narodil se 19. března 1977 v Tivisse.
Vstoupil do kněžského vyššího semináře v Tortose. Dne 21. dubna 2002 byl biskupem Javierem Salinas Viñalsem vysvěcen na kněze. Po vysvěcení byl farářem v La Palma d'Ebre, La Bisbal de Falset a Margalef de Montsant. Následně sloužil v dalších obcích. Od roku 2007 studoval systematickou teologii na Papežské univerzitě Gregoriana v Římě, kde získal licenciát a doktorát. Byl profesorem semináře v Tortose.
Absolvoval též studium na Papežské církevní akademii a studium kanonického práva na Papežské lateránské univerzitě. Roku 2012 se stal sekretářem apoštolské nunciatury v Mosambiku. Poté působil na nunciaturách v Nikaraguji a v Brazílii. Od roku 2016 byl poradcem Sektoru pro obecné záležitosti Státního sekretariátu.
Dne 12. července 2024 jej papež František jmenoval biskupem koadjutorem urgelské diecéze. Biskupské svěcení přijal 21. září z rukou arcibiskupa Edgara Peña Parry a spolusvětiteli byli arcibiskup Joan Enric Vives Sicília a biskup Sergi Gordo Rodríguez. Dne 31. května 2025 byl po rezignaci arcibiskupa Joana jmenován jeho nástupcem.